# Viktor Ujčík
Viktor Ujčík (* 24. května 1972, Jihlava) je bývalý český profesionální hokejista, naposledy hrající 1. českou hokejovou ligu za tým HC Dukla Jihlava. Je členem Klubu hokejových střelců deníku Sport. Na začátku ledna 2014 kvůli vleklým zdravotním problémům ukončil kariéru.
Byl oceněn 2. místem v anketě Sportovec kraje Vysočina v roce 2021 v kategorii Trenér. Byl oceněn v anketě Sportovec kraje Vysočina v roce 2022 v kategorii Trenér.

## Zajímavosti
Viktor Ujčík, který svého času vytvořil elitní formaci po boku Vladimíra Růžičky a Ivo Proroka, odehrál za reprezentaci celkem 165 mistrovských utkání, ve kterých svým soupeřům nastřílel dohromady 57 branek. Tento útočník nesmazatelně patří ke zlaté generaci 90. let české reprezentace.
Je čtvrtým hráčem, kterému se podařilo v domácí nejvyšší soutěži vstřelit více než 400 branek (1. Josef Černý, 2. Milan Nový, 3. Vladimír Růžička a 5. Viktor Hübl).
Viktor Ujčík byl náhradní útočník v nominaci na olympijské hry 1998, které bylo nejúspěšnější turnaj pro Českou reprezentaci.
Montreal Canadiens měl velký zájem o Ujčíka, vybrali si ho ze vstupního draftu 2001 a nabídli mu jednocestnou smlouvu. Viktor Ujčík se rozhodl zůstat věrný pražské Slavii, nabídku odmítl a řekl si o více peněz. Do dvou dnů přišla odpověď od Canadiens že nabídku dorovnávají, přesto Ujčík odmítl nabídku a zůstal ve Slavii. 

## Ocenění a úspěchy
- 1995 Postup s klubem HC Železárny Třinec do ČHL
- 1996 ČHL - Nejlepší střelec
- 2005 SM-liiga - Nejlepší střelec v oslabení
- 2011 ČHL - Zlatá helma Sencor
- 2012 ČHL - Nejslušnější hráč

## Klubová statistika
| Sezóna            | Klub                | Soutěž            |     | Základní část | Základní část | Základní část | Základní část | Základní část |   | Play off | Play off | Play off | Play off | Play off |
| Sezóna            | Klub                | Soutěž            | Z   | G             | A             | B             | TM            | Z             | G | A        | B        | TM       |          |          |
| 1990-91           | ASD Dukla Jihlava   | ČSHL              | 2   | 0             | 0             | 0             | 0             | —             | — | —        | —        | —        |          |          |
| 1991-92           | ASD Dukla Jihlava   | ČSHL              | 35  | 10            | 8             | 18            | —             | —             | — | —        | —        | —        |          |          |
| 1992-93           | ASD Dukla Jihlava   | ČSHL              | 30  | 16            | 1             | 17            | —             | —             | — | —        | —        | —        |          |          |
| 1993-94           | ASD Dukla Jihlava   | ČHL               | 44  | 17            | 30            | 47            | 24            | —             | — | —        | —        | —        |          |          |
| 1994-95           | HC Dukla Jihlava    | ČHL               | 42  | 20            | 16            | 36            | 65            | —             | — | —        | —        | —        |          |          |
| 1995-96           | HC Slavia Praha     | ČHL               | 39  | 37            | 19            | 56            | 61            | 7             | 8 | 4        | 12       | 6        |          |          |
| 1996-97           | HC Slavia Praha     | ČHL               | 40  | 26            | 21            | 47            | 41            | 3             | 1 | 1        | 2        | 4        |          |          |
| 1997-98           | HC Slavia Praha     | ČHL               | 17  | 12            | 7             | 19            | 10            | —             | — | —        | —        | —        |          |          |
| 1997-98           | HC Železárny Třinec | ČHL               | 29  | 10            | 11            | 21            | 43            | 13            | 8 | 9        | 17       | 4        |          |          |
| 1998-99           | HC Železárny Třinec | ČHL               | 44  | 20            | 23            | 43            | 55            | 10            | 4 | 4        | 8        | 18       |          |          |
| 1999-00           | HC Oceláři Třinec   | ČHL               | 42  | 14            | 20            | 34            | 32            | 4             | 1 | 0        | 1        | 28       |          |          |
| 2000-01           | HC Oceláři Třinec   | ČHL               | 31  | 8             | 12            | 20            | 20            | —             | — | —        | —        | —        |          |          |
| 2000-01           | HC Slavia Praha     | ČHL               | 19  | 9             | 9             | 18            | 8             | 11            | 8 | 8        | 16       | 10       |          |          |
| 2001-02           | HC Slavia Praha     | ČHL               | 52  | 25            | 23            | 48            | 51            | 9             | 3 | 0        | 3        | 6        |          |          |
| 2002-03           | HC Slavia Praha     | ČHL               | 13  | 4             | 0             | 4             | 8             | —             | — | —        | —        | —        |          |          |
| 2002-03           | HC Keramika Plzeň   | ČHL               | 23  | 12            | 5             | 17            | 41            | —             | — | —        | —        | —        |          |          |
| 2002-03           | HC Sparta Praha     | ČHL               | 13  | 7             | 6             | 13            | 6             | 10            | 3 | 5        | 8        | 6        |          |          |
| 2003-04           | HC Sparta Praha     | ČHL               | 19  | 11            | 7             | 18            | 6             | 13            | 0 | 2        | 2        | 18       |          |          |
| 2003-04           | HC Dukla Jihlava    | 1.ČHL             | 4   | 4             | 0             | 4             | 4             | —             | — | —        | —        | —        |          |          |
| 2004-05           | Kärpät Oulu         | SM-l              | 52  | 20            | 18            | 38            | 36            | 12            | 1 | 4        | 5        | 12       |          |          |
| 2005-06           | Kärpät Oulu         | SM-l              | 23  | 8             | 2             | 10            | 24            | 11            | 2 | 3        | 5        | 10       |          |          |
| 2006-07           | Kärpät Oulu         | SM-l              | 53  | 11            | 24            | 35            | 72            | 10            | 3 | 3        | 6        | 6        |          |          |
| 2007-08           | HC Vítkovice Steel  | ČHL               | 51  | 19            | 16            | 35            | 79            | —             | — | —        | —        | —        |          |          |
| 2008-09           | HC Vítkovice Steel  | ČHL               | 45  | 16            | 13            | 29            | 53            | 10            | 2 | 7        | 9        | 45       |          |          |
| 2009-10           | HC Vítkovice Steel  | ČHL               | 52  | 14            | 19            | 33            | 16            | 16            | 3 | 7        | 10       | 8        |          |          |
| 2010-11           | HC Vítkovice Steel  | ČHL               | 44  | 17            | 14            | 31            | 34            | 16            | 7 | 4        | 11       | 49       |          |          |
| 2011-12           | HC Vítkovice Steel  | ČHL               | 35  | 14            | 18            | 32            | 4             | 7             | 6 | 0        | 6        | 4        |          |          |
| 2012-13           | HC Vítkovice Steel  | ČHL               | 44  | 9             | 13            | 22            | 18            | 4             | 0 | 2        | 2        | 2        |          |          |
| 2013-14           | HC Dukla Jihlava    | 1.ČHL             | 3   | 1             | 3             | 4             | 4             | —             | — | —        | —        | —        |          |          |
| Celkem v SM-liiga | Celkem v SM-liiga   | Celkem v SM-liiga | 128 | 39            | 44            | 83            | 132           | 33            | 6 | 10       | 16       | 28       |          |          |

## Reprezentace
| Rok                       | Tým                       | Soutěž                    | Z  | G  | A | B  | TM |
| ------------------------- | ------------------------- | ------------------------- | -- | -- | - | -- | -- |
| 1992                      | Česko 20                  | MSJ                       | 7  | 4  | 1 | 5  | 8  |
| 1996                      | Česko                     | MS                        | 8  | 2  | 3 | 5  | 6  |
| 1997                      | Česko                     | MS                        | 7  | 1  | 1 | 2  | 4  |
| 1999                      | Česko                     | MS                        | 10 | 6  | 2 | 8  | 12 |
| 2001                      | Česko                     | MS                        | 9  | 6  | 1 | 7  | 4  |
| 2002                      | Česko                     | MS                        | 7  | 2  | 2 | 4  | 2  |
| Juniorská kariéra celkově | Juniorská kariéra celkově | Juniorská kariéra celkově | 7  | 4  | 1 | 5  | 8  |
| Seniorská kariéra celkově | Seniorská kariéra celkově | Seniorská kariéra celkově | 43 | 17 | 9 | 26 | 28 |